# Fuente la Reina
Fuente la Reina es un municipio de la provincia de Castellón, perteneciente a la Comunidad Valenciana, España. Está situado en la comarca del Alto Mijares. Cuenta con una población de 59 habitantes (INE 2024). Se trata de un municipio hispanófono, en el que el español cuenta con el predominio lingüístico reconocido legalmente.

## Geografía

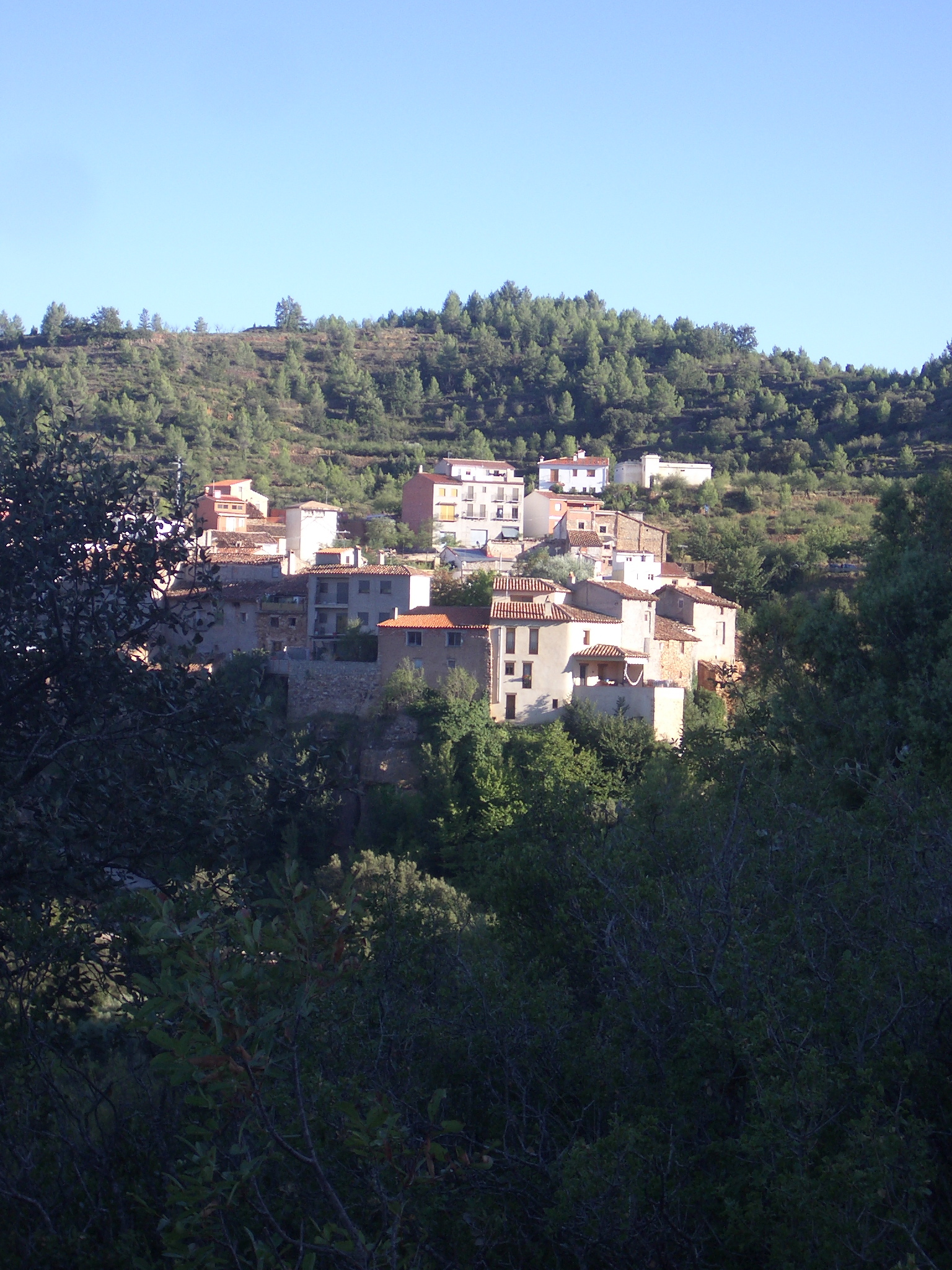
Fuente la Reina vista desde Las Simas

Está situado en la vertiente septentrional de la sierra de Montalgrao, en el sector noroeste de la comarca del Alto Mijares, en terreno sumamente accidentado y agreste. Entre los 800 y los 1100 metros de altitud.
Desde Castellón de la Plana se accede a esta localidad a través de la CV-20 tomando luego la CV-207.

### Localidades limítrofes
Puebla de Arenoso, Montán, Caudiel y Villanueva de Viver de la provincia de Castellón y San Agustín de la provincia de Teruel.

## Historia
De origen árabe, fue probablemente repoblada por aragoneses, pero mantendría su población morisca hasta su expulsión en 1609.
Los primeros datos históricos datan del siglo XIII, de los cuales, a continuación se hace una sucinta explicación:
Durante la conquista del Reino de Valencia por el Rey D. Jaime I, éste fue acompañado por el noble leridiano D. Guillén de Bellpuig, el cual ocupaba el cargo de Consejero Real de la Corte.
Debido a su cargo, dicho consejero, negoció y pactó las condiciones de la rendición pacífica de la Plana Alta, Alto Mijares, alto Palancia, así como otras comarcas de Castellón y Teruel que estaban bajo el dominio del destronado rey Moro de Valencia Ceit Abú-ceit (derrocado por el Rey Zayán o Zayyán), el cual tuvo que refugiarse y hacerse fuerte en los castillos de Segorbe y Peñíscola.
En una de las cláusulas de la negociación, se incluía que el aludido monarca moro, se convertiría al cristianismo, lo cual cumplió, bautizándose con el nombre de D. Vicente Fernández; pero no obstante, éste veló por los intereses de los suyos, uniendo sus ejércitos con los del rey Jaime I, así como enlazando tanto a los varones como a las mujeres de las familias más relevantes o representativas de su reino, con caballeros e hijas de los nobles cristianos.
Durante las negociaciones de la rendición y cumpliendo el protocolo palaciego, D. Guillén de Bellpuig, conoció a la Princesa Dña. Fátima de Fernández de Abú-Ceit, hija del mentado monarca moro, la cual era de indudable y reconocida belleza, ante cuyos encantos de referido consejero real no pudo resistirse, enamorándose y casándose con la Princesa.
Después del matrimonio de ambos, estos recibieron como regalo de bodas las Baronías de Montán, Montanejos, Fuente la Reina y Arañuel, en la provincia de Castellón, además del Título Nobiliario de Barones de Castellmontant.
De este matrimonio nació D. Beltrán de Bellpuig y Fernández, que al fallecimiento de su padre heredó la Baronía de Castellmontant junto con Montán, Montanejos, Arañuel, Villanueva de la Reina y Fuente la Reina. Un tiempo después fue lugarteniente del Rey D. Jaime I en Montpellier (Francia).
En esta población falleció la reina Dña. Leonor de Portugal en el año 1348. Según otras fuentes y la tradición oral únicamente sufriría en este pueblo una enfermedad de la que allí convaleció, durante la que bebía agua de una fuente que hay en una cantera del río Maimona, la cual, al parecer tenía propiedades medicinales, los que ayudó a ésta a sanar de su dolencia, por lo que el nombre del pueblo derivaría de este hecho..
En su historia más reciente, destaca la figura del exmagistrado español D. Gonzalo Moliner Tamborero, originario del pueblo.  Fue presidente del Tribunal Supremo, lo que le hizo ser también presidente del Consejo General del Poder Judicial desde el 23 de julio de 2012 al 11 de diciembre de 2013.

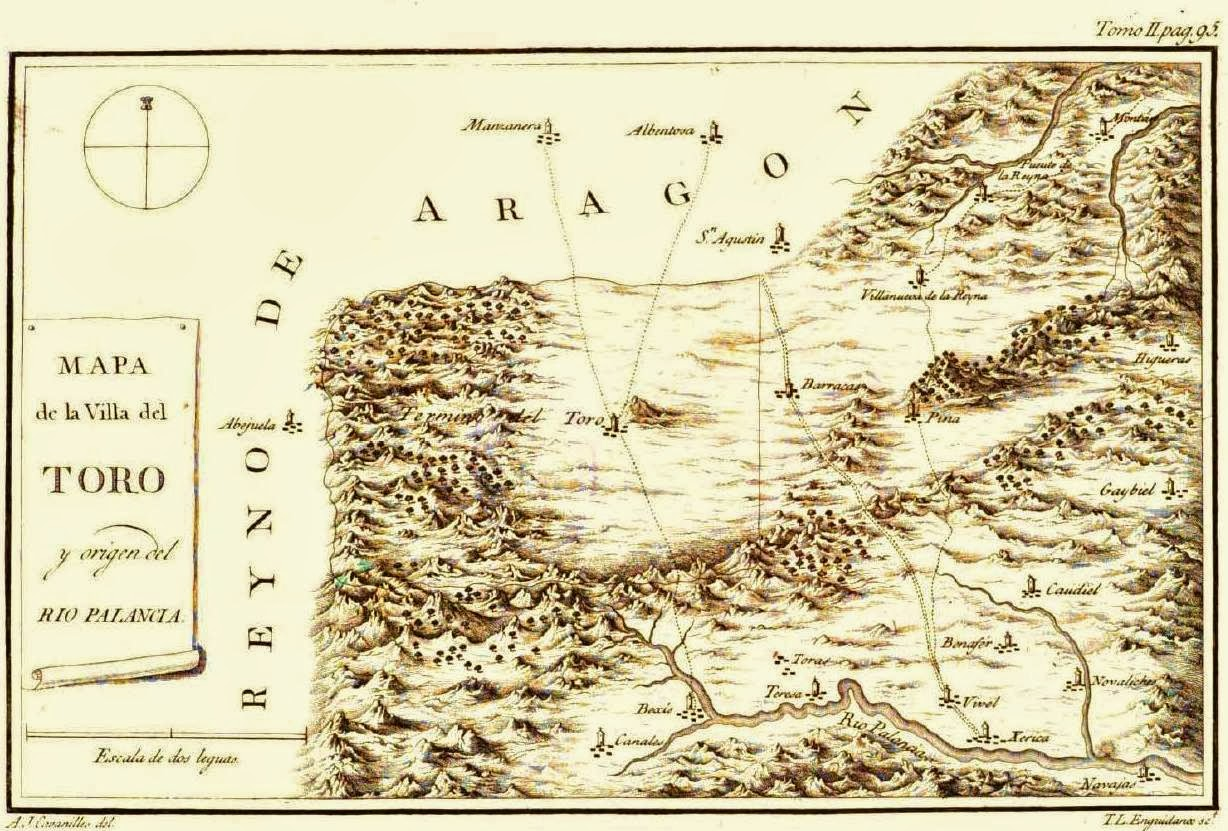
Mapa del Alto Palancia en las Observaciones de Cavanilles

## Administración
| Periodo   | Nombre                                              | Partido      |
| --------- | --------------------------------------------------- | ------------ |
| 1979-1983 | Ramón Balaguer Monte                                | UCD          |
| 1983-1987 | Vicente Balaguer Villalba                           | AP-PDP-UL-UV |
| 1987-1991 | Vicente Balaguer Villalba                           | PSPV-PSOE    |
| 1991-1995 | Vicente Balaguer Villalba                           | PSPV-PSOE    |
| 1995-1999 | Vicente Balaguer Villalba                           | PP           |
| 1999-2003 | Vicente Balaguer Villalba                           | PP           |
| 2003-2007 | Vicente Balaguer Villalba                           | PP           |
| 2007-2011 | Miguel Soriano Collado                              | PSPV-PSOE    |
| 2011-2015 | Miguel Soriano Collado                              | PSPV-PSOE    |
| 2015-2019 | Miguel Soriano Collado Francisco García Moya (Ind.) | PSPV-PSOE    |
| 2019-2023 | Francisco García Moya                               | PSPV-PSOE    |
| 2023-act. | Gonzalo Moliner Bellod                              | PSPV-PSOE    |

## Demografía
Fuente la Reina cuenta con una población de 59 habitantes (INE 2024).
| Gráfica de evolución demográfica de Fuente la Reina entre 1842 y 2021                                               |
| |
| Población de derecho según los censos de población del INE Población de hecho según los censos de población del INE |

Su población que llegó a alcanzar los 462 habitantes en el año 1900 ha venido descendiendo de forma paulatina, aunque se observa un pequeño cambio de tendencia desde el año 2000.
| 1900 | 1910 | 1920 | 1930 | 1940 | 1950 | 1960 | 1970 | 1981 | 1990 | 1992 | 1994 | 1996 | 1998 | 2000 | 2002 | 2004 | 2005 | 2006 | 2007 | 2008 |
| ---- | ---- | ---- | ---- | ---- | ---- | ---- | ---- | ---- | ---- | ---- | ---- | ---- | ---- | ---- | ---- | ---- | ---- | ---- | ---- | ---- |
| 462  | 533  | 423  | 370  | 289  | 218  | 167  | 77   | 37   | 39   | 34   | 29   | 32   | 29   | 29   | 32   | 35   | 39   | 44   | 50   | 51   |

## Monumentos

### Monumentos religiosos
- Iglesia Parroquial. Dedicada a la Virgen de los Ángeles.

### Monumentos civiles
- Ayuntamiento. Edificio de interés arquitectónico.

## Lugares de interés
- Fuente de las Mangraneras.
- Barranco de la Maimona. Cruza el término formando un angosto cañón de elevadas paredes.

## Fiestas
- Las fiestas de Fuente la Reina suelen realizarse la semana del 10 al 17 de Agosto. El día 2 de agosto, se realiza una procesión acompañada de charanga en honor a la Virgen de los Ángeles, siendo ésta la patrona de la localidad. Así como también, los días 15 y 16 de agosto se celebran procesiones y bailes en honor a la Virgen de los Ángeles y del Rosario.   Así como durante las fechas señaladas, se celebran las fiestas del municipios en las que se realizan campeonatos deportivos y juegos tradicionales, parques infantiles, espectáculos musicales y jotas, misas y procesiones, cena de sobaquillo, etc.  En ocasiones anteriores, también se han celebrado previa y posteriormente a las fiestas, Mercados Medievales, Jornadas Medioambientales con el fin de realzar y dar valor a la riqueza faunística y floral de término municipal y promoviendo la protección, conocimiento y disfrute del entorno natural que nos rodea y jornadas culturales.
- Fiestas Patronales. Se celebran el 16 de agosto en honor de la Virgen del Rosario